# Carl DeMaio
Carl David DeMaio (sinh ngày 14 tháng 9 năm 1974) là một chính khách người Mỹ đến từ San Diego, California. DeMaio tổ chức một chương trình tin tức và chính trị hàng ngày trên NewsRadio 600 KOGO trong suốt buổi chiều. DeMaio cũng thành lập và từng là Chủ tịch Cải cách California, một tổ chức thực hiện các chiến dịch chống tăng thuế và ủng hộ một loạt các cải cách của chính phủ.
Thành viên của Đảng Cộng hòa, DeMaio đã phục vụ một nhiệm kỳ với tư cách là nghị sĩ Hội đồng Thành phố San Diego, đại diện cho Quận 5 từ 2008 đến 2012. DeMaio là ứng cử viên cho Thị trưởng San Diego trong bầu cử năm 2012, nhưng đã thua cựu nghị sĩ Bob Filner. Ông đã ứng cử vào Quốc hội California quận 52 trong cuộc bầu cử năm 2014, nhưng đã thua cuộc trước Scott Peters đương nhiệm. Vào ngày 5 tháng 8 năm 2019, DeMaio tuyên bố sẽ ra tranh cử vào năm 2020 để đại diện cho quận 50, chạy đua với nghị sĩ đương nhiệm Duncan D. Hunter, một người Cộng hòa. Hunter tuyên bố từ chức khỏi Quốc hội vào ngày 6 tháng 12 năm 2019, bắt đầu có hiệu lực từ ngày 13 tháng 1 năm 2020. Trong cuộc bầu cử sơ bộ vào ngày 3 tháng 3 năm 2020, DeMaio đã không thể vượt qua vòng loại tháng 11.

## Cuộc sống và sự nghiệp kinh doanh
DeMaio sinh năm 1974 tại Dubuque, Iowa với một cặp giáo viên, Carl Joseph DeMaio và Diane M. DeMaio (nhũ danh Elgin). Ông và gia đình chuyển đến Quận Cam, California vào cuối những năm 1970. Ông theo học Học viện Quân sự St. Catherine, một trường Công giáo ở Anaheim, đến lớp tám. Năm 1989, ông nhận được học bổng tại Trường Dự bị Georgetown, một trường nội trú dòng Tên ở Maryland. Mẹ ông qua đời vì bệnh ung thư vú năm 1990 khi ông 15 tuổi; Cha ông đã bỏ rơi gia đình hai tuần trước khi bà qua đời.
DeMaio và em trai và em gái của ông đã được tách ra tại thời điểm đó và DeMaio đã được gửi đến Georgetown Prep. Ông tốt nghiệp trường Georgetown Prep năm 1993, sau đó theo học Trường Dịch vụ Đối ngoại của Đại học Georgetown, nơi ông nhận bằng về Chính trị và Kinh doanh Quốc tế (1996).
Sau đại học, ông thành lập Viện Hiệu suất, một bể tư duy vì lợi nhuận cung cấp đào tạo cho các quan chức chính phủ về đo lường hiệu suất, hoạch định chiến lược, ngân sách dựa trên số không, quản lý dự án và các chủ đề cải tiến quản lý khác. Năm 2003 DeMaio thành lập một công ty thứ hai, Viện quản lý chiến lược Hoa Kỳ, nơi cung cấp đào tạo quản lý và tài chính cho các tập đoàn. Ông đã bán cả hai công ty cho Tập đoàn Xuất bản Thompson vào cuối năm 2007.
DeMaio đã kết hôn với Jonathan Hale, chủ sở hữu của Hale Media, nhà xuất bản San Diego Gay và Lesbian News và SDPix.